# لاستیک بارز
گروه صنعتی بارز، واقع در [[استان کرمان]]، فعالیت تولیدی خود را از سال ۱۳۷۲ با تمرکز بر تولید انواع تایر، تیوپ و نوار برای وسایل نقلیهٔ سبک، سنگین و کشاورزی آغاز کرد. ظرفیت اولیهٔ این کارخانه، معادل ۲۵٬۰۰۰ تن در سال بود.
بر اساس گزارش‌ها، این گروه با دستیابی به ظرفیت تولید سالانه حدود ۱۲۵٬۰۰۰ تن، به یکی از بزرگ‌ترین تولیدکنندگان [[تایر]] در کشور تبدیل شده است و سهم قابل‌توجهی از بازار تایر ایران را در اختیار دارد؛ از جمله حدود ۳۸ درصد از تایرهای رادیال سواری، ۲۴ درصد از تایرهای رادیال باری و ۵۰ درصد از تایرهای کشاورزی.
در سال ۱۳۸۴، نخستین مرکز تحقیق و توسعه صنعت تایر توسط این گروه راه‌اندازی شد. انتقال فناوری از شرکت [[کونتیننتال آگ آلمان]] زمینه‌ساز تولید تایرهای رادیال باری-اتوبوسی در داخل کشور شد. این تایرها به‌دلیل بهره‌مندی از فناوری‌های نوین، به عنوان محصولات شاخص بازار داخلی شناخته می‌شوند.
در ادامهٔ روند توسعه، کارخانهٔ دوم گروه صنعتی بارز در سال ۱۳۹۵ در [[استان کردستان]] آغاز به‌کار کرد. تمرکز این واحد بر تولید تایرهای رادیال سواری، به‌ویژه برای خودروهای [[کراس‌اوور]] و [[شاسی‌بلند]] است.
مطابق ساختار سهام‌داری شرکت، ۵۰٫۳ درصد از سهام آن در اختیار [[شرکت سرمایه‌گذاری تأمین اجتماعی]] و ۳۲ درصد متعلق به شرکت سرمایه‌گذاری توسعه ملی است.
گزارش‌ها نشان می‌دهد که این گروه در سال ۱۴۰۲ موفق به تولید حدود ۱۲۵٬۰۰۰ تن لاستیک شده که بیش از ۹۸ درصد آن را تایر رادیال سیمی تشکیل می‌دهد. سایر محصولات شامل تولید تیوپ و فِلَپ نیز هستند.
همچنین، گروه صنعتی بارز، در سال ۱۴۰۲ با تولید حدود ۱۲۲٬۴۰۰ تن تایر، بیشترین میزان تولید را در میان کارخانه‌های تایرسازی کشور به خود اختصاص داده است. این مقدار معادل حدود ۴۷ درصد از کل تولید داخلی تایر در آن سال بوده است.

## تاریخچه
گروه صنعتی بارز در مسیر توسعه و بومی‌سازی دانش طراحی و تولید تایر در ایران، همکاری‌هایی با شرکت‌های بین‌المللی برقرار کرده است. در آغاز فعالیت، این شرکت با انعقاد قرارداد انتقال فناوری با شرکت بریجستون ژاپن، تولید تایرهای بایاس را آغاز کرد. در مراحل بعد، به‌منظور تولید تایرهای رادیال سواری، از فناوری شرکت TRI روسیه و سپس شرکت مارانگونی ایتالیا بهره گرفت. جدیدترین همکاری این گروه، قرارداد ده‌ساله با شرکت کنتیننتال آلمان است که با هدف انتقال فناوری در حوزه طراحی و تولید تایرهای رادیال سواری و باری منعقد شده است. در حال حاضر، محصولات گروه صنعتی بارز بر اساس فناوری کنتیننتال طراحی و تولید می‌شوند.
بر اساس گزارش‌ها، برخی از سایزهای تایرهای رادیال سواری و باری-اتوبوسی این شرکت موفّق به دریافت گواهی استاندارد E-MARK اتحادیه اروپا شده‌اند.
در دومین جشنواره بین‌المللی انتخاب برترین نام و نشان‌های تجاری ایران، شرکت لاستیک بارز به‌عنوان یکی از صد برند برتر کشور معرفی شد.
در زمینه آزمون و ارزیابی محصولات، گروه صنعتی بارز با ایجاد آزمایشگاه همکار اداره استاندارد ایران و احداث میدان تست تایر و خودرو در محل کارخانه کرمان، زیرساخت‌های ویژه‌ای را فراهم کرده است. این مرکز به‌عنوان یکی از معدود تأسیسات تخصصی تست تایر در سطح منطقه شناخته می‌شود و برخی خودروسازان داخلی از آن برای آزمایش و ارزیابی محصولات خود بهره می‌برند.

## شرکت‌های تابعه بارز
گروه صنعتی بارز دارای چندین شرکت تابعه در حوزه‌های مختلف تولید، پشتیبانی، حمل‌ونقل و بازرگانی است. از جمله شرکت‌های زیرمجموعه این گروه می‌توان به موارد زیر اشاره کرد:
- مجتمع صنایع لاستیک کرمان: واحد اصلی تولید تایر در شهر کرمان.
- شرکت لاستیک بارز کردستان: کارخانه‌ای در استان کردستان با تمرکز بر تولید تایرهای رادیال سواری.
- شرکت لاستیک بارز لرستان: از واحدهای تولیدی فعال در منطقه غرب کشور.
- کارخانه روکش تایر سیرجان: فعال در زمینه بازیافت و روکش‌کردن تایرهای فرسوده.
- شرکت کربن سیمرغ: تولیدکننده مواد اولیه مورد استفاده در صنعت لاستیک.
- شرکت مهندسی و تحقیقات صنایع لاستیک ایران: مسئول امور تحقیق و توسعه (R&D) در زمینه فناوری تایر و مواد مرتبط.
- شرکت بارز ترابر: ارائه‌دهنده خدمات حمل‌ونقل برای محصولات گروه صنعتی بارز.
- شرکت بازرگانی سیمرغ: مسئول امور بازرگانی و تأمین بازارهای داخلی و خارجی.

این شرکت‌ها در کنار یکدیگر، زنجیره تأمین و تولید گروه صنعتی بارز را در بخش‌های مختلف صنعت لاستیک کشور تشکیل می‌دهند.

## کارخانه روکش تایر سیرجان
روکش مجدد تایر فرآیندی است که در آن لایه بیرونی ساییده‌شدهٔ تایر (موسوم به «تَرد») با یک لایه جدید جایگزین می‌شود. این فرایند عمدتاً برای تایرهای سنگین از جمله تایرهای باری، اتوبوسی و معدنی به‌کار می‌رود و بسته به سلامت ساختار داخلی تایر (منجید)، قابلیت انجام چندباره دارد. اجرای این فرایند منجر به کاهش مصرف مواد اولیه، کاهش هزینه‌های تولید و کاهش اثرات زیست‌محیطی ناشی از تولید تایرهای جدید می‌شود.
در سطح جهانی، برخی شرکت‌های تولیدکننده تایر، محصولات خود را به‌گونه‌ای طراحی می‌کنند که قابلیت پیمایش طولانی‌تری داشته و چندین‌بار قابلیت روکش‌گذاری داشته باشند. با این حال، در ایران علی‌رغم مزایای اقتصادی و زیست‌محیطی، استفاده از این فناوری در مقایسه با بازیافت یا اسقاط تایرهای مستعمل، فراگیر نشده است.
شرکت صنایع لاستیک سیرجان، از زیرمجموعه‌های گروه صنعتی بارز، از فعالان حوزه روکش تایر در ایران است. این شرکت فرایند روکش‌گذاری تایرهای باری، اتوبوسی، معدنی، سواری و وانتی را در صورت سلامت منجید انجام می‌دهد. طبق آمار ارائه‌شده، ظرفیت سالانه این شرکت حدود ۷۰ هزار حلقه تایر است که از این میان، حدود ۵۰ هزار حلقه مربوط به تایرهای کامیونی و ۲۰ هزار حلقه مربوط به تایرهای سواری و وانتی است.
برآوردها نشان می‌دهد که تولید یک حلقه تایر کامیونی مستلزم مصرف حدود ۸۰ لیتر نفت خام است؛ بنابراین، روکش مجدد تایر می‌تواند سهم بسزایی در صرفه‌جویی انرژی و کاهش آلاینده‌های زیست‌محیطی داشته باشد. از نظر اقتصادی، تایرهای روکش‌شده با روش گرم معمولاً معادل ۵۰ درصد و تایرهای روکش‌شده با روش سرد حدود ۶۰ درصد قیمت تایر نو را دارند و از این‌رو می‌توانند گزینه‌ای مقرون‌به‌صرفه برای ناوگان حمل‌ونقل محسوب شوند.

## لاستیک بارز کردستان
شرکت لاستیک بارز کردستان، یکی از واحدهای تولیدی گروه صنعتی بارز، در منطقه دشت دهگلان از استان کردستان احداث شده است. این واحد به‌عنوان بخشی از طرح توسعه گروه صنعتی بارز و با سرمایه‌گذاری بالغ بر ۲۵۰ میلیارد تومان راه‌اندازی شده است.
فعالیت اصلی این کارخانه تولید تایرهای رادیال سواری، به‌ویژه برای خودروهای کراس‌اوور و شاسی‌بلند است. طبق گزارش‌ها، این کارخانه در سال ۱۴۰۲ حدود ۴۰ هزار تن لاستیک تولید کرده است. این ظرفیت تولید، سهم قابل توجهی در تأمین نیاز بازار داخلی تایرهای سواری و نیمه‌سنگین دارد.